# 1920 год в авиации
Список событий в авиации в 1920 году:

## События
- 3 апреля — первый полёт Boeing GA-1, прототипа первого американского штурмовика выпускавшегося серийно.
- 27 июня — первый свободный полёт газового аэростата в СССР. Аэростат взлетел c Красной площади во время торжественного парада в честь II Конгресса Коммунистического Интернационала. Пилоты Анощенко, Куни и Олеринский.
- 21 сентября — Приказом Реввоенсовета № 1903, на Центральном аэродроме в Москве (Ходынка) был создан научно-опытный аэродром (НОА) Главвоздухфлота республики.
- 13 октября — первый полёт Avia BH-1, чехословацкого спортивного и экспериментального самолёта, первого построенного самолёта компанией Avia.[1]

## Основаны
- 9 сентября — основан Киевский авиазавод «Авиант».

## Персоны

### Родились
- 19 мая — Скоморохов, Николай Михайлович, советский лётчик, ас-истребитель, маршал авиации, заслуженный военный лётчик СССР, дважды Герой Советского Союза.
- 30 марта — Алелюхин, Алексей Васильевич, лётчик-истребитель, дважды Герой Советского Союза. Один из ведущих асов 8-й воздушной армии.
- 8 июня — Иван Никитович Кожедуб, лётчик-ас времён Великой Отечественной войны, наиболее результативный лётчик-истребитель в авиации союзников (64 сбитых самолёта). Трижды Герой Советского Союза, Маршал авиации.
- 27 июня — Молодчий, Александр Игнатьевич, лётчик, советский военный деятель, первый прижизненный дважды Герой Советского Союза (22 октября 1941 года и 31 декабря 1942 года).
- 13 августа — Андрианов, Василий Иванович, советский лётчик-штурмовик, дважды Герой Советского Союза, генерал-майор авиации.
- 2 сентября — Михайличенко, Иван Харлампович, советский лётчик-штурмовик, дважды Герой Советского Союза.
- 20 октября — Амет-Хан Султан, советский военный лётчик, гвардии майор, заслуженный лётчик-испытатель, дважды Герой Советского Союза (1943, 1945).
- 31 октября — Яков Ильич Верников, Герой Советского Союза (18 ноября 1944), заслуженный лётчик-испытатель СССР (20 сентября 1960), заслуженный мастер спорта СССР (1975), генерал-майор авиации (1971).

### Скончались
- 22 сентября — Абакуменко, Алексей Яковлевич, русский военный лётчик, герой Первой мировой войны. Погиб при испытаниях на Харбинском ипподроме нового самолёта И. И. Дилля.